# هونغ سو هيون
هونغ سو هيون (هانغل: 홍수현) هي ممثلة كورية جنوبية. ولدت في 15 فبراير 1981 في هونغتشون، كوريا الجنوبية. اشتهرت بأدوارها في داي جو يونغ، رجل الأميرة و وداعا زوجتي العزيزة [الإنجليزية].

## فيلموغرافيا

### مسلسلات
- داي جو يونغ (2006)
- إغراء ملاك (2009)[3]
- اكذب علي (2011)
- رجل الأميرة (2011)[4]
- تاريخ المرتب (2012)
- وداعا زوجتي العزيزة (2012)[5]
- جانغ أوك جونغ ، العيش بالحب (2013)
- كلب مسعور (2017)[6]
- الابن الغني (2018)[7]
- خني إذا استطعت (2021)[8]
- جامعة الشرطة (2021)[9]
- وقت العرض يبدأ! (2022)- ظهور قصير[10]
- بالون احمر (2022)[11]

## روابط خارجية
- هونغ سو هيون على موقع IMDb (الإنجليزية)
- هونغ سو هيون على موقع قاعدة بيانات الفيلم (الإنجليزية)